# Herman I. z Lippe
Herman I. z Lippe († 1167, Itálie) byl německý šlechtic a vládce Lippe.

## Život
Byl synem Hermanna z Lippe a bratrem Bernarda z Lippe. Jeho sídlem byl Hermelinghof, který se nacházel v oblasti dnešního města Lippstadt.
Kolem roku 1139 nechal se svým bratrem postavit premonstrátský klášter v Cappelu (dnes součást Lippstadtu). Když roku 1158 zemřel jeho bratr, Herman zdědil jeho panství. Byl oddaným stoupencem vévody Jindřicha Lva.
S dosud neznámou ženou měl dva syny:
- Herman (* kolem 1138, † kolem 1163)
- Bernard II. (* kolem roku 1140, † 1224)